# Hleabovo
Hleabovo (în bulgară Хлябово) este un sat în Obștina Topolovgrad, Regiunea Haskovo, Bulgaria.

## Demografie
Componența etnică a satului Hleabovo
     Romi (9,29%)
     Bulgari (90,09%)
     Nicio identificare (0,6%)
     Altele (0%)
La recensământul din 2011, populația satului Hleabovo era de 656 locuitori. Din punct de vedere etnic, majoritatea locuitorilor (90,09%) erau bulgari, cu o minoritate de romi (9,29%). Pentru 0,6% din locuitori nu este cunoscută apartenența etnică.